# Hook (Fareham)
Hook – wieś w Anglii, w hrabstwie Hampshire. Leży 26 km na południe od miasta Winchester i 109 km na południowy zachód od Londynu.